# Isaac Asare
Pour les articles homonymes, voir Asare.
Isaac Asare, né le 1er juillet 1974 à Kumasi, est un footballeur ghanéen, qui évoluait comme arrière latéral droit. Il effectue la majeure partie de sa carrière en Belgique, où il s'installe définitivement, obtenant la nationalité belge en 2006. Il a été international pour le Ghana dans les sélections de jeunes, et porte à cinq reprises le maillot de l'équipe nationale seniors.

## Carrière
Repéré au Cornerstones Kumasi, Isaac Asare est transféré en 1992 par le Sporting d'Anderlecht, un club du top belge, alors qu'il n'a que 18 ans. Il arrive au club en compagnie de son compatriote Yaw Preko, et retrouve un autre joueur ghanéen déjà présent dans le noyau du club bruxellois, Nii Lamptey. Mais contrairement à eux, Asare a du mal à obtenir une place de titulaire comme arrière droit, et joue très rarement. Il reste cinq ans à Anderlecht, ne disputant que 14 matches avec l'équipe première, dont un en Coupe de Belgique. L'équipe décroche trois titres consécutifs pendant cette période, mais il ne participe qu'à des bribes de matches.
En 1997, il quitte le club bruxellois et rejoint le Cercle de Bruges, relégué en Division 2. Sa première saison à Bruges est plutôt bonne pour lui. Titulaire dans la défense, il est élu joueur du Cercle de l'année par les supporters du club, lors du traditionnel Pop Poll d'Echte. Mais la saison suivante, il n'est plus que l'ombre de lui-même, et perd sa place dans l'équipe de base. Il décide alors de partir en Grèce, et rejoint le FAS Naoussa, en deuxième division grecque. Mais là aussi, il est plus souvent sur le banc des réservistes, et quitte le club après deux saisons.
En 2001, Isaac Asare se retrouve sans club. Il entretient sa condition physique avec le club amateur néerlandais Volksvriend pendant quelques semaines, puis s'engage au Dessel Sport, en deuxième division belge. Il y reste deux saisons, puis descend jouer dans les séries provinciales, au FC Lentezon Beerse. En 2005, il met un terme à sa carrière de footballeur. Un an plus tard, installé en Belgique depuis longtemps, il demande et obtient la nationalité belge.

### Carrière internationale
Isaac Asare a été international ghanéen ches les moins de 17 ans, les moins de 20 ans, les espoirs, et enfin en sélection principale, pour laquelle il joue cinq matches de qualification pour les Coupe du monde 1994 et 1998.
Avec les moins de 17 ans, il participe à la Coupe du monde 1989 en Écosse, où le Ghana est éliminé au premier tour, ainsi qu'à celle de 1991 en Italie, où il remporte le tournoi face à l'Espagne. L'année suivante, il participe avec les espoirs aux Jeux olympiques de Barcelone. Le Ghana est éliminé en demi-finales face à l'Espagne, et remporte ensuite la médaille de bronze au détriment de l'Australie. Asare inscrit l'unique but du match pour la troisième place.
En 1993, il fait partie de la sélection ghanéenne des moins de 20 ans qualifiée pour la Coupe du monde dans cette catégorie. L'équipe ghanéenne compte dans ses rangs plusieurs futures grandes stars du football international, comme Samuel Kuffour, Emmanuel Duah ou Augustine Ahinful. Il inscrit un but en quart de finale contre la Russie. Le Ghana parvient à se hisser en finale de la compétition, mais doit s'incliner face au Brésil.
Dès 1994, il est appelé en équipe A. Son temps de jeu limité à Anderlecht ne lui permet pas de prétendre à une place de titulaire en équipe nationale, et il ne joue finalement que cinq matches jusqu'en 1996.

### Palmarès
- Champion du monde des moins de 17 ans en 1991 avec le Ghana (-17 ans).
- Médaille de bronze aux Jeux Olympiques de Barcelone en 1992 avec le Ghana (espoirs).
- Vice-champion du monde des moins de 20 ans en 1993 avec le Ghana (- 20 ans).
- 3 fois champion de Belgique en 1993, 1994 et 1995 avec Anderlecht.